# Laza, Vaslui
Laza là một xã thuộc hạt Vaslui, România. Dân số thời điểm năm 2002 là 6728 người.